# Sopota (gmina Litija)
Sopota – wieś w Słowenii, w gminie Litija. W 2018 roku liczyła 15 mieszkańców.